# 1672

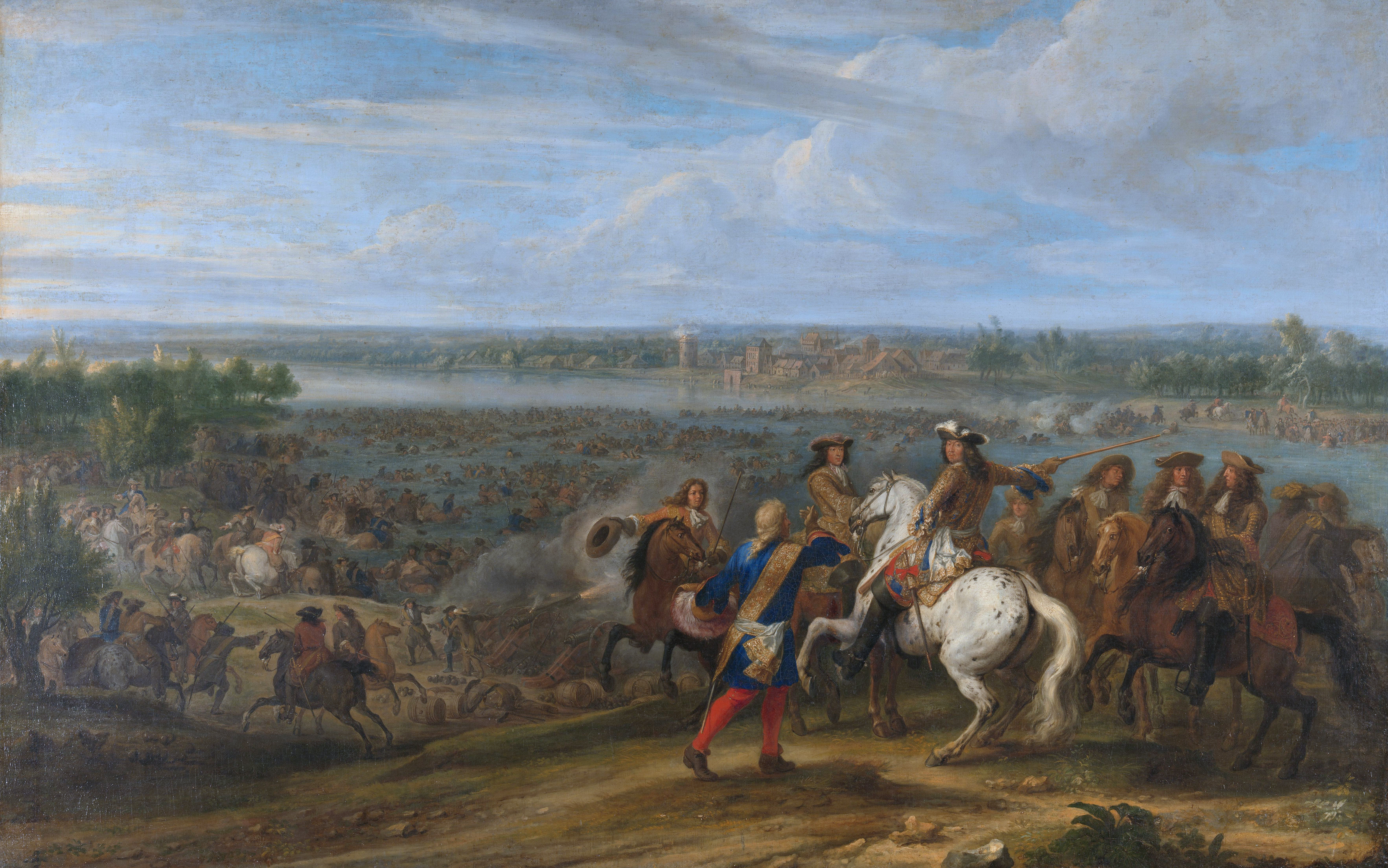
Lodewijk XIV trekt bij het Tolhuis bij Lobith de Rijn over, 12 juni 1672 door Adam Frans van der Meulen, Rijksmuseum

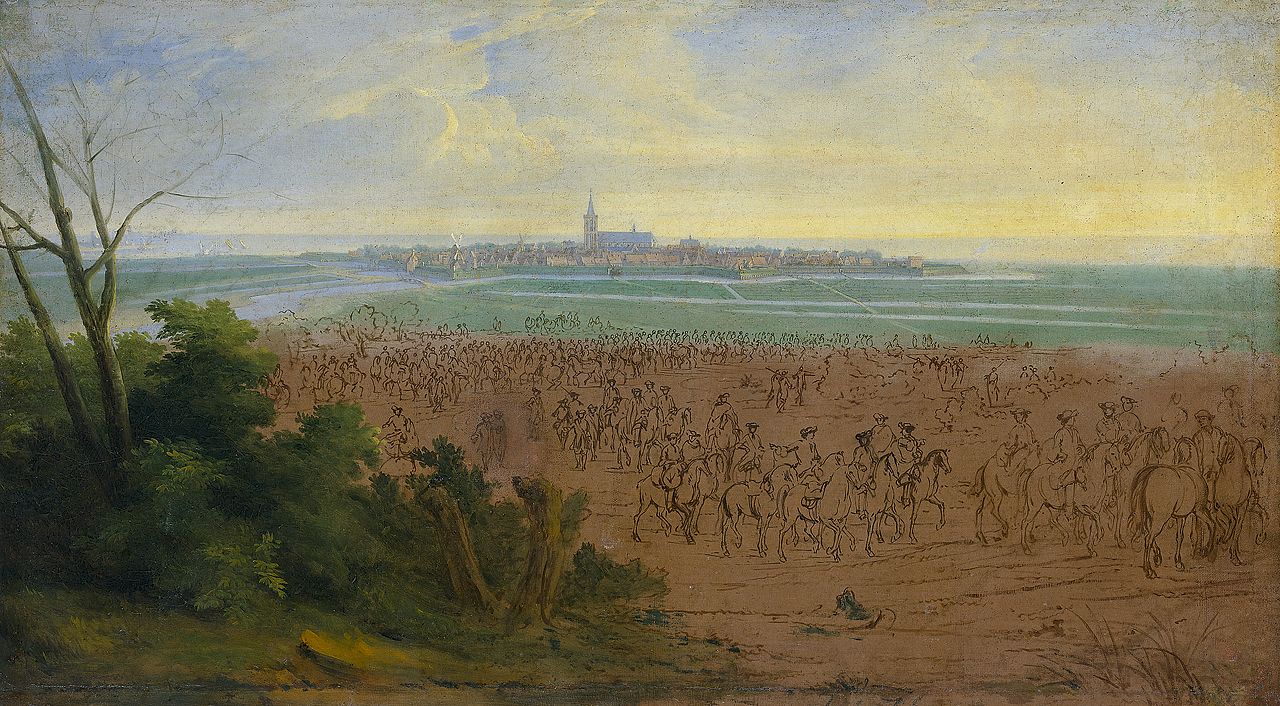
Het Franse leger voor Naarden op 20 juli 1672 door Adam Frans van der Meulen, Rijksmuseum

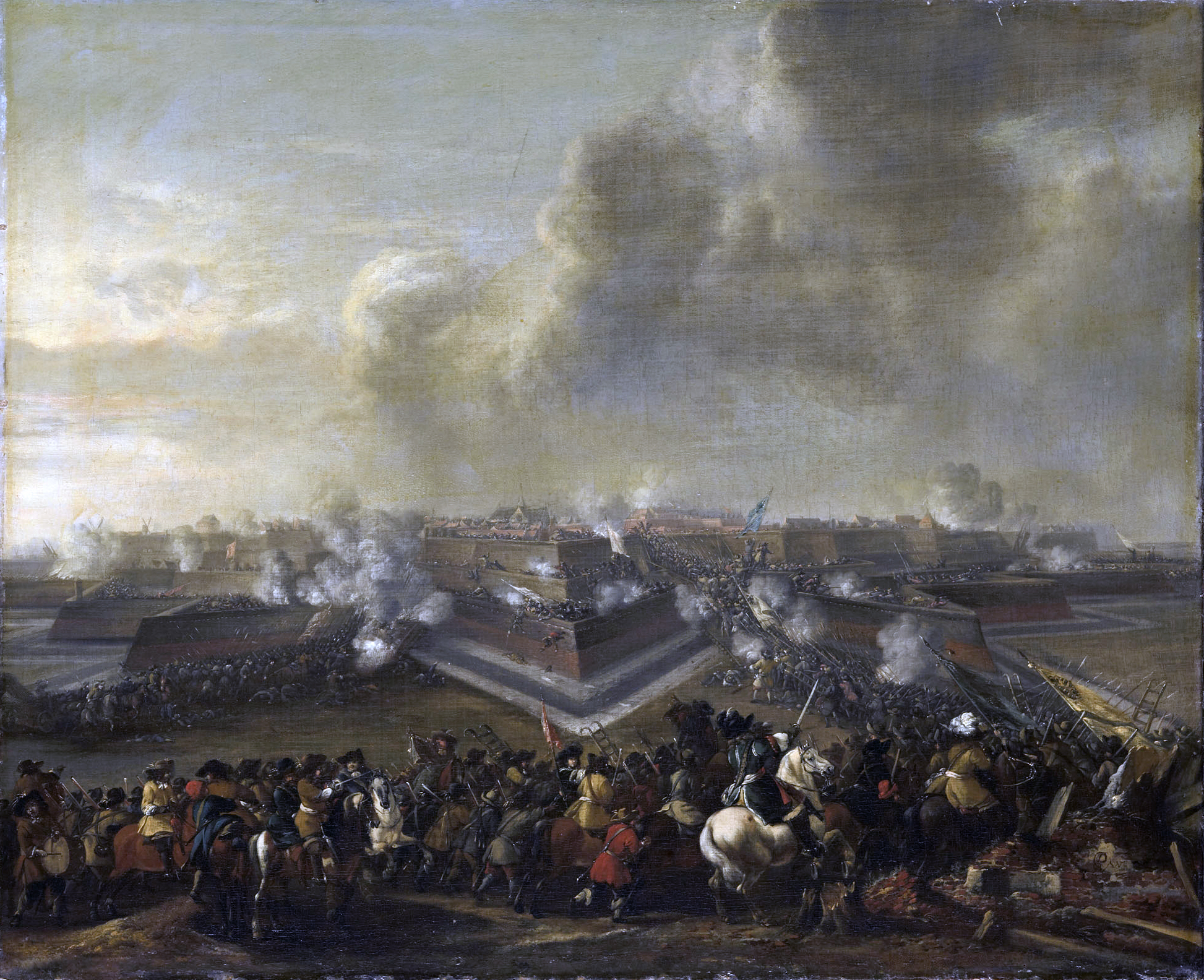
De bestorming van Coevorden eind december 1672 door Pieter Wouwerman, de broer van Philips Wouwerman

1672 is het 72e jaar in de 17e eeuw volgens de christelijke jaartelling en staat in Nederland bekend als het Rampjaar.

## Gebeurtenissen
januari
- 26 - De Groninger kapitein Prott wordt naar Kassel gestuurd om kolonel Rabenhaupt te engageren voor de verdediging van Groningen tegen een mogelijke aanval vanuit Munster.

maart
- 12 - De Engelse vloot valt een Hollandse retourvloot aan, afkomstig uit de Levant.
- 27 - koninkrijk Engeland verklaart de Republiek der Zeven Verenigde Nederlanden de oorlog.

april
- 6 - Ook koninkrijk Frankrijk verklaart de Nederlanden de oorlog. Dit is een uitvloeisel van het Verdrag van Dover uit 1670.

mei
- 17 - Turenne en Condé verzamelen hun troepen in de Franse Ardennen en trekken richting de Maas. Het Franse leger van 100.000 man ligt voor Wezet. De aanvoerders zijn het oneens of Maastricht aangevallen moet worden. Turenne is tegen en laat 10.000 man achter als rugdekking.
- 28 - Condé is gevorderd tot Kaiserswerth. Von Galen, die zich blijkbaar goed heeft voorbereid, sluit zich op het laatste moment aan.

juni
- 1 - De Tweede Münsterse Oorlog begint: de troepen van Bernhard von Galen en Maximiliaan Hendrik van Beieren, ruim 30.000 man, bezetten Lingen en vallen bij Overdinkel Twente binnen. Ze veroveren Enschede, en starten het Beleg van Groenlo.
- 7 - bij de Nederlandse aanval op het vlaggenschip van de Fransen en Britten, de Royal James, wordt Willem van Ghent dodelijk  getroffen.
- 10 - Grol valt.
- 12 - Het Franse leger staat voor Lobith, klaar om de Rijn over te steken. Condé raakt gewond tijdens de oversteek. Turenne neemt het commando over en splitst het leger in tweeën. Zowel Arnhem als Nijmegen worden belegerd.
- 12 - Lodewijk XIV trekt naar Doesburg, zijn broer Philippe naar Zutphen.
- 12 - Het Beleg van Bredevoort. Munsterse troepen bestoken de stad met bommen en granaten.
- 18-22 - Von Galen verovert de heerlijkheid Bredevoort, en trekt door naar Lochem, Hattem, Elburg, Harderwijk, Deventer en Zwolle.
- 19 - Naarden valt voor de Fransen.
- 21 - Johan de Witt wordt bij een aanslag licht gewond. Hij vraagt de Staten van Holland om ziekteverlof.
- 23 - Kampen, Hasselt, Rouveen, De Lichtmis, Zwartsluis en Staphorst geven zich over.
- 24 - In Friesland en Groningen begint men met het onder water zetten van landerijen.
- 25 - Na twee weken Beleg van Zutphen tekent de stad in de Boedelhof te Eefde de overgave.
- 25 en 26 - De Staats-Vlaamse vestingstad Aardenburg slaat een Franse aanval af.
- 26 - De vesting Steenwijk, Blokzijl en de schans bij Kuinre gaan verloren.
- 28 - Arnhem ingenomen.
- 29 - Jacob van der Graeff, een van de aanslagplegers op De Witt, wordt onthoofd. Een dominee noemt hem in een pamflet een martelaar voor het ware geloof. Het pamflet wordt steeds herdrukt en de volkswoede tegen De Witt groeit met de dag.
- 30 - De Fransen liggen voor Gorkum.

juli
- 4 - De Staten van Holland benoemen Willem III van Oranje tot stadhouder van het gewest. De prins wordt op 16 juli ook stadhouder van Zeeland.
- 4 - In Haarlem wordt het huis geplunderd van de regent Cornelis Ascanius van Sypesteyn vanwege geruchten dat zijn neef Johan de Witt er verborgen zit.
- 5 - De capitulerende steden van Overijssel verklaren, bijeengeroepen in de Ommerschans, als rijkssteden de soevereiniteit van het Heilige Roomse Rijk te erkennen en de Overijsselse Staten onderwerpen zich aan Münster, onder verklaring de band met de Unie der Verenigde Nederlanden te ontbinden.
- 5 - De Engelse diplomaten George Villiers van Buckingham en Henry Bennet van Arlington spreken in Nieuwerbrug met Willem III, Coenraad van Beuningen, Scato Gockinga en gedeputeerde te velde van de Staten-Generaal Hiëronymus van Beverningh.
- 8 - De Staten-Generaal benoemen de prins Willem III tot kapitein-generaal van de landlegers en admiraal-generaal van de vloot.
- 11 - De stad Coevorden valt, na een beleg van minstens een week en dat veel langer heeft geduurd dan hen lief was. Een aanval op Bourtange mislukt.
- 16 - De Engelse gezanten bepalen op kasteel Heeswijk met koning Lodewijk XIV de vredesvoorwaarden voor de Republiek.
- 16 - Bij een delingsverdrag worden Saksen-Eisenach en Saksen-Jena afgescheiden van Saksen-Weimar.
- 18 - Bernhard van Galen, bisschop van Münster, bestookt de stad Groningen met bommen en granaten.
- 19 - Albertine Agnes van Nassau laat krachtig optreden als de Friese waterlinie langs de noordzijde van het riviertje de Linde te zwak blijkt.
- 23 - Hans Willem van Aylva trekt zijn troepen samen bij Frieschepalen en Stroobos.

augustus
- 1 - Op 1 augustus blijkt dat de sluisdeuren bij Makkum bij eb niet zijn dichtgehouden en de inundatie dreigt te mislukken.
- 5 - Von Galen bezet de Dijlerschans, tussen Weener en Bellingwolde, gedurende een tiental jaren een heet hangijzer en aanleiding tot conflicten.
- 18 - De Münstersen vallen in de nacht van 18 op 19 augustus Heerenveen tot driemaal toe aan, maar ze worden steeds gestopt. Daardoor kunnen ze Friesland niet verder binnendringen.
- 20 - Raadspensionaris van Holland Johan de Witt, de belangrijkste staatsman van dat moment, wordt samen met zijn broer Cornelis de Witt, lid van de Staten-Generaal, gelyncht door een woedende menigte. Dit gebeurt in Den Haag, in en bij de Gevangenpoort, waar Cornelis zojuist gevangen is gezet wegens een vermeende beraming van een moordaanslag op Willem III. Die werd met steun van de Oranjepartij tot stadhouder benoemd. In meerdere Hollandse steden wordt de wet verzet en regenten ontslagen.
- 23 - De bevolking van Blokzijl weet met hulp van Friese troepen en een Hollandse vloot de Munsterse troepen te verdrijven.
- Maarschalk de Luxembourg laat tot genoegen van zijn manschappen kastelen langs de Vecht en de Rijn plunderen.
- 28 - Na een beleg van amper een maand geeft de bisschop van Münster zijn troepen opdracht de belegering van Groningen op te heffen en zijn opmars in Noord-Nederland wordt gestuit.

september
- 2 - Blokzijl wordt bijgestaan door Friese troepen en een Hollandse vloot; de bisschop trekt zich terug.
- 7 - Winschoten wordt opgegeven.
- 10 - stadhouder Willem III ontslaat tien regenten Als aanhangers van Johan de Witts staatkundig systeem. Onder hen zijn Lambert Reynst, Andries en Pieter de Graeff en Hans Bontemantel.
- De Keulse en Munsterse bisschoppen hebben 30.000 man ingezet, maar halen hun troepen terug als Frederik Willem I van Brandenburg en Raimondo Montecuccoli zich in september bij Halberstadt verzamelen en de mogelijkheid bestaat dat zij in de rug worden aangevallen.
- 11 - Franse militairen blazen het Kasteel Brakel op. Ook het Slot van Well raakt zwaar beschadigd door Franse troepen.
- Frans Hendrik van Montmorency-Bouteville neemt het commando van Condé over.
- In september trekt Luxembourg naar Lexmond, Capelle en Benschop; drie dagen later naar Hilversum, Loosdrecht en Eemnes.

oktober
- 12 - Luxembourg laat zich weglokken voor Naarden en verslaat prins Willem III bij een aanval op het door de Fransen bezette Woerden.
- Luxembourg moet 15.000 man afstaan aan Turenne, die zich opstelt tussen Wesel en Koblenz, langs de Rijn.
- 27 - Oudeschans capituleert voor de bisschop.

november
- 6 - De Fransen steken het dorp Abcoude in brand.
- 30 - Een nieuwe Franse aanval op Slot Abcoude wordt afgeslagen. De aanvallers druipen af met achterlating van gevangenen.

december
- Het Staatse leger onder bevel van de stadhouder bedreigt Charleroi; deze operatie mislukt.
- 22 - Het beleg van Charleroi is opgeheven.
- 23 - Ontdekking van de Saturnusmaan Rhea door Giovanni Cassini.
- 28 en 29 - Tocht van Luxembourg over de bevroren Hollandse Waterlinie bij Zegveld. Nadat hij Zwammerdam en Bodegraven heeft laten uitmoorden, wil hij oprukken naar Den Haag. Als het vervolgens begint te dooien, willen de Fransen zich terugtrekken richting Utrecht, maar dat blijkt niet meer mogelijk langs eerder genomen route. Omdat de Hollandse troepen zijn gevlucht, kunnen de Fransen langs de dijken van de Oude Rijn terug.
- 30 - Coevorden wordt heroverd.

zonder datum
- Jan van der Heyden en zijn broer Nicolaas verbeteren de brandspuit door er een 'zuigpomp' en lederen brandslangen aan toe te voegen.

## Beeldende kunst

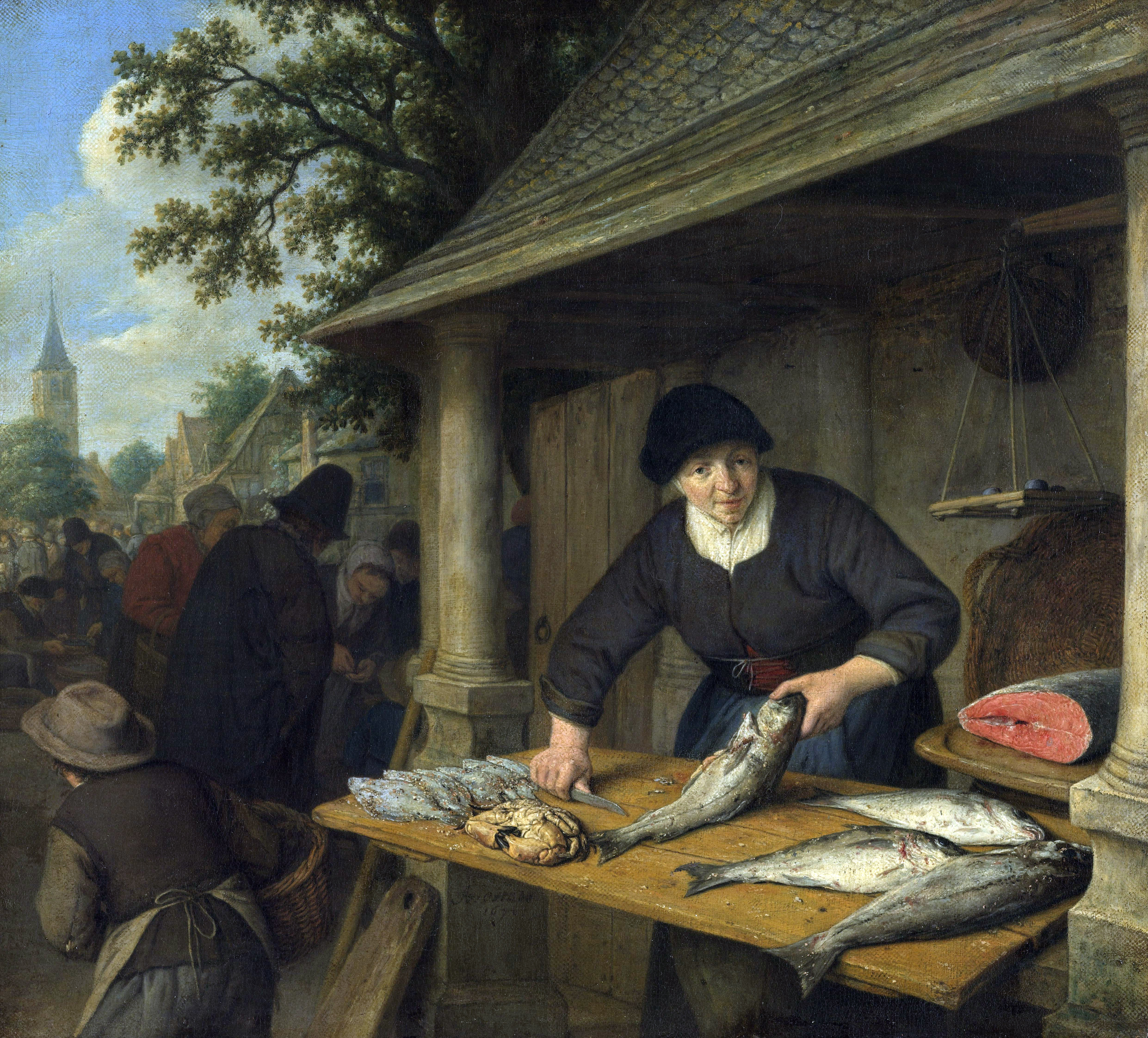
De visvrouw (1672) Adriaen van Ostade, Rijksmuseum

## Bouwkunst

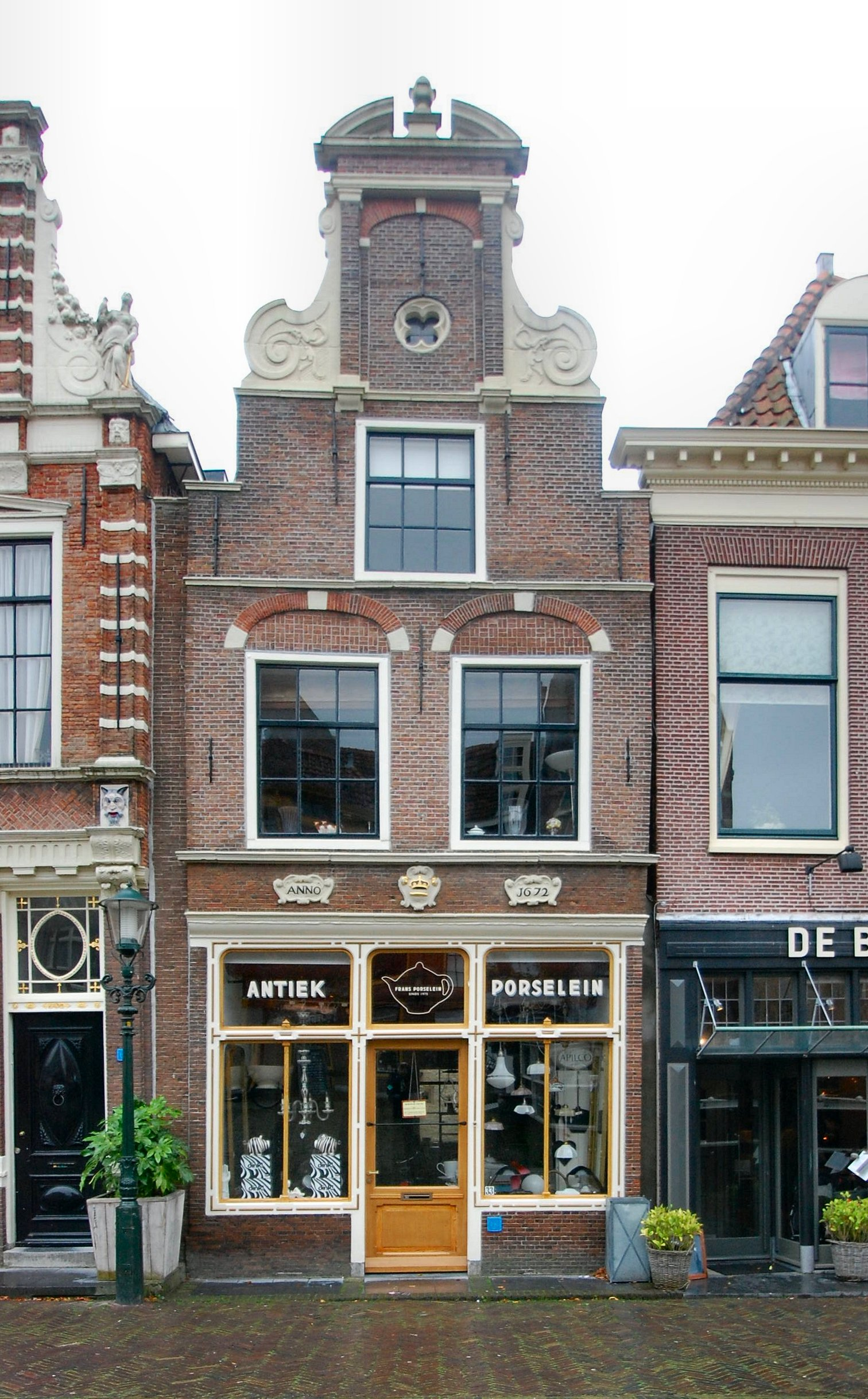
Woonhuis, Alkmaar (1672)
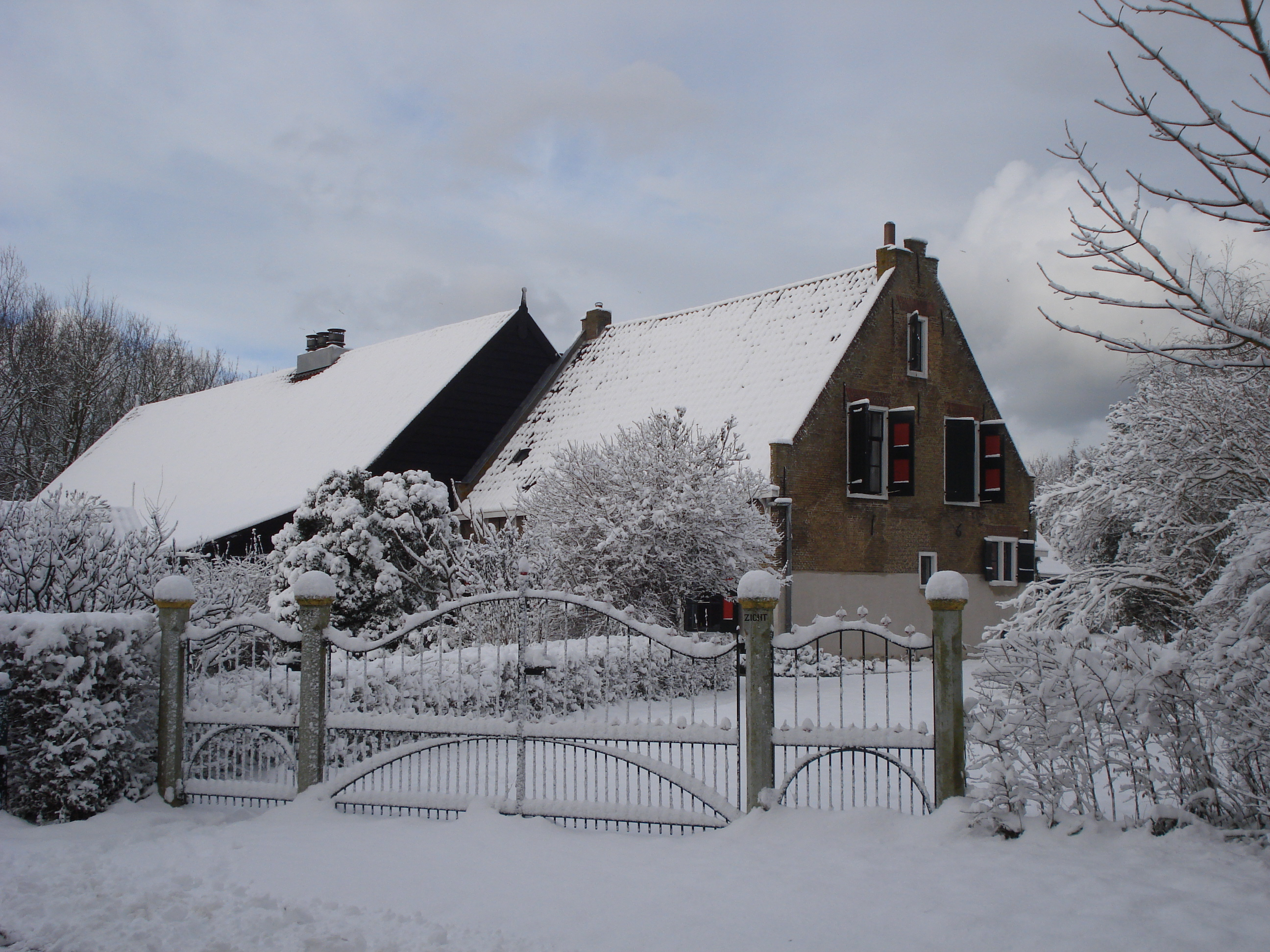
Duinboerderij Zeezicht, Ouddorp (1672)

## Geboren
juni
- 9 - Peter I van Rusland, Russisch tsaar (overleden 1725)
- 11 - Francesco Antonio Bonporti, Italiaans priester en componist (overleden 1749)

september
- 8 gedoopt - Nicolas de Grigny, Frans orgelcomponist (overleden 1703)

## Overleden
april

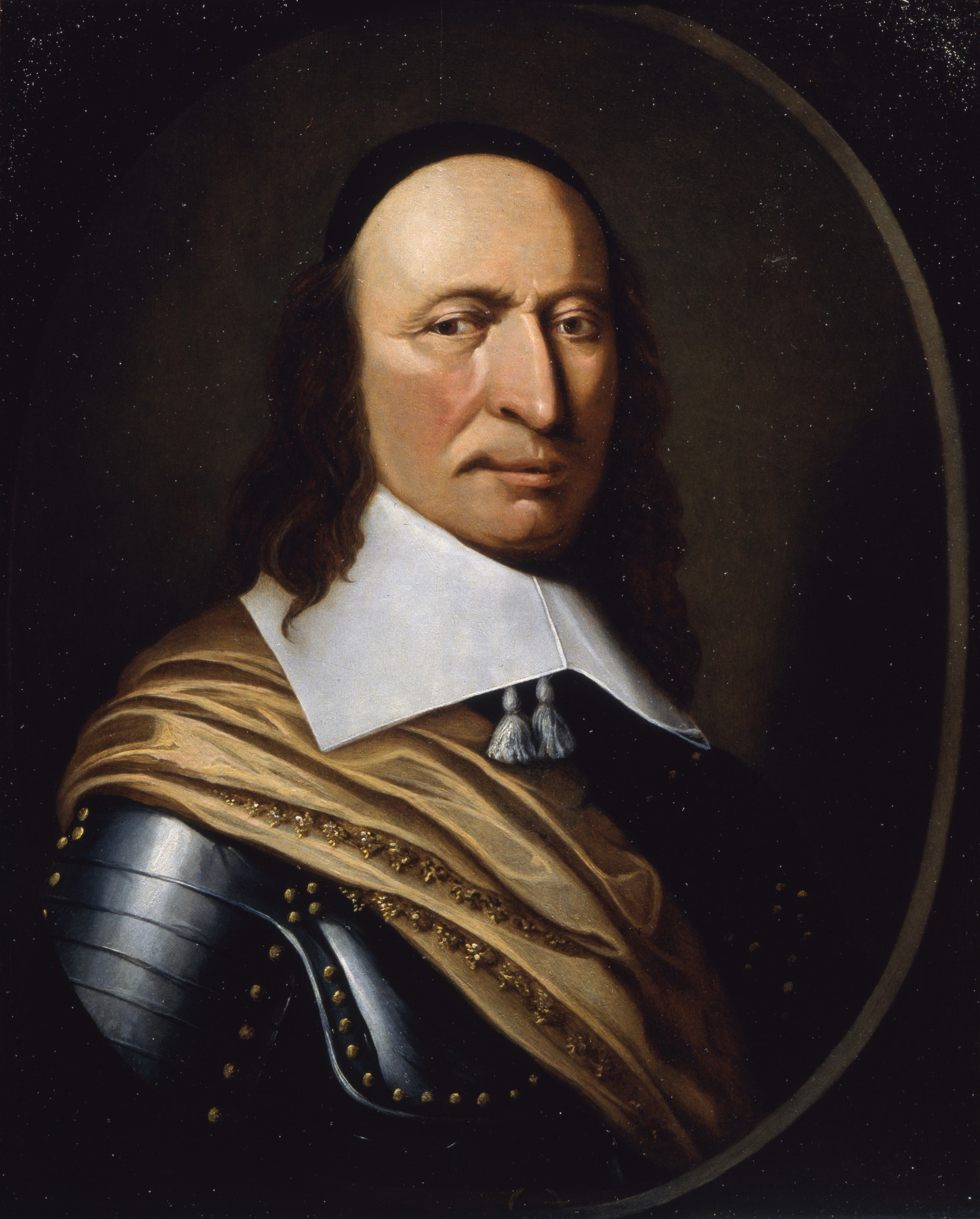
Peter Stuyvesant

- 2 - Pedro Calungsod (17 of 18), Filipijns heilige

mei
- 3 - Giovanni Battista Gisleni, barokarchitect
- 5 - Samuel Cooper, Engels miniatuurschilder

augustus
- 20 - Cornelis de Witt (49), Nederlands politicus
- 20 - Johan de Witt (46), Nederlands politicus (raadpensionaris)

november
- 16 - Franciscus de le Boë Sylvius (58), Nederlands arts
- 19 - John Wilkins (58), Brits cryptograaf, parlementariër en bisschop van Chester

december
- 6 - Joan Leonardsz Blasius (33), Nederlands schrijver en dichter

datum onbekend
- ca. ? - Peter Stuyvesant, Nederlands gouverneur-generaal